# Juliana Hummel
Juliana Hummel, auch Juliane (* 30. Dezember 1870 in Enzesfeld, Niederösterreich; † 2. Jänner 1900 in Wien) war eine österreichische Kindesmörderin.
Hummel war zusammen mit ihrem Mann wegen Mordes an der fünf Jahre alten Tochter Anna angeklagt worden. Im Verfahren gelangte das Gericht zu der Auffassung, dass sie, die wegen Kindesmisshandlung schon vorbestraft war, das Kind in Tötungsabsicht durch Nahrungsentzug, körperliche Misshandlungen wie Schläge und Anschleudern an harte Gegenstände, fortgesetzt misshandelt hatte, bis es durch zahlreiche Verletzungen, Unterernährung und an einer auf diese Misshandlungen zurückzuführenden Phlegmone der Kopf- und Gesichtshaut und einer wohl daraus resultierenden Blutvergiftung starb.
Am 17. November 1899 wurden sie und ihr Mann im Wiener Landesgericht zum Tode verurteilt und die Hinrichtung für den 2. Jänner 1900 in Aussicht genommen. Der letzte öffentliche Vollzug der Todesstrafe an einer Frau hatte in Wien 1809 stattgefunden. In der österreichisch-ungarischen Monarchie wurden zum Tode verurteilte Frauen fast immer begnadigt, da man diese für physisch zu wenig robust für die Vollstreckung von Todesurteilen hielt. (Trotzdem ließ der Kaiser 1866 in Klagenfurt die Magd Katharina Ossoinig wegen Giftmordes an ihrer Tante hinrichten.) Kaiser Franz Joseph wollte auch Juliana Hummel begnadigen, doch ein nie gekannter Proteststurm in den Zeitungen und die Intervention einer "allerhöchsten Dame des Herrscherhauses" dagegen veranlasste ihn schließlich, nur den Mann zu begnadigen und das Todesurteil gegen die Frau zu belassen. Juliana Hummel war somit die erste Frau seit über 90 Jahren, die in Wien hingerichtet wurde. Gefasst und bis zuletzt ihre Unschuld beteuernd, ging sie in den Tod.
Die Hinrichtung Juliana Hummels verlief nicht ohne Komplikationen. Da nach dem Tod des Wiener Scharfrichters Karl Sellinger (1862–1899) noch kein fester Ersatz gefunden worden war, musste aushilfsweise der Prager Scharfrichter Wohlschläger einspringen. Er schien bei der Hinrichtung sehr aufgeregt und soll laut Berichten sogar gezittert haben, anscheinend weil Hummel die erste Frau war, die er hinrichten sollte. Die Hinrichtung wurde zum Desaster, weil Wohlschläger seine in Prag entwickelte Methode verwendete, für die der in Wien gebräuchliche Würgegalgen aber ungeeignet war. Die Folge war ein 45-minütiger Todeskampf der Delinquentin. Der Gerichtskommission soll laut Bericht dabei übel geworden sein. Am 3. Jänner 1900 berichteten die Salzburger Chronik und das Salzburger Tagblatt von der Hinrichtung der Tagelöhnerin. Am Schädel Hummels wurden nach ihrem Tode Untersuchungen vorgenommen, um nach den Theorien von Cesare Lombroso und Franz Joseph Gall eine mögliche krankhafte Veränderung des Gehirns zu finden, die ihre Gewalttätigkeit erklären könnten. Im Raum 1 des Wiener Kriminalmuseums ist dieser bis heute ausgestellt.